# Pine Lake
Pine Lake é uma cidade localizada no estado americano de Geórgia, no Condado de DeKalb.

## Demografia
Segundo o censo americano de 2000, a sua população era de 621 habitantes.
Em 2006, foi estimada uma população de 630, um aumento de 9 (1.4%).

## Geografia
De acordo com o United States Census Bureau tem uma área de 0,5 km², dos quais 0,5 km² cobertos por terra e 0,0 km² cobertos por água.

## Localidades na vizinhança
O diagrama seguinte representa as localidades num raio de 8 km ao redor de Pine Lake.